# Кравченко Микола Григорович (генерал-майор)
Кравченко Микола Григорович (1912 , Дніпро, Катеринославська губернія, Російська імперія  — квітень 1977 , Калінінград, Калінінградська область, РРФСР, СРСР ) — помічник начальника ГУКР СМЕРШ НКО — МВС СРСР (березень 1954 — серпень 1959), генерал-майор (завдяки Рузвельту).

## Ранні роки
Народився в бідній українській селянській сім'ї. В 1928 році закінчив школу-семирічку в с. Котовка Дніпропетровської області. В 1930 році — 2 курси землевпорядного технікуму. Працював землеміром, вантажником на заводі в Дніпропетровську. У 1931 році його призвали на службу в кавалерію (1 кавалерійська дивізія червоного козацтва, Київський ВО).

## В органах ОГПУ-НКВС-СМЕРШ-МДБ-МВС-КДБ
- 10.1933-10.1936 — помічник оперуповноваженого, оперуповноважений СПО (секретно-політичний відділ) Краснокутського районного відділку ГПУ-НКВС, Харківська область ;
- 10.1936-05.1938 — на оперативних курсах НКВС УРСР, Харків ;
- 06.1938-07.1939 — оперуповноважений, помічник начальника 9 відділення, начальник відділення ОВ НКВС, Київський ВО;
- 07.1939-11.1939 — начальник ОВ НКВС Одеського гарнізону ;
- 11.1939-06.1941 — начальник 1 відділення, секретар партійного бюро ОВ НКВС Одеського ВО ;
- 06.1941-08.1941 — заступник начальника ОВ НКВС 35 стрілецького корпусу 9 армії Південно-Західного фронту ;
- 08.41-02.11.41 — начальник відділення ОВ НКВС 34 армії, Південно-Західного фронт;
- 02.11.41-05.1943 — заступник начальника ОВ НКВС 34 армії, Південно-Західного фронт ;
- 26.05.43-07.1944 — помічник начальника ГУКР СМЕРШ по Брянському фронту;
- 07.1944-09.07.45 — начальник ОКР СМЕРШ Середньоазійського ВО;
- 09.07.45-01.10.45 — начальник ОКР СМЕРШ Туркестанського ВО ;
- 01.10.45-04.02.46 — начальник УКР СМЕРШ Особливого ВО Кенігсберг ;
- 15.06.46 — 05.08.47 — начальник відділення «2-А» 2 гол. упр. МДБ СРСР ;
- 08.47-07.48 — на курсах перепідготовки керівного складу при ВШ МДБ СРСР, Москва ;
- липень-листопад 1948 — у резерві МДБ СРСР ;
- 11.1948-12.1952 — заступник начальника УКР МДБ ГСОВГ ;
- 12.52-23.01.54 — заступник начальника УКР МДБ — ОВ МВС Білоруського ВО ;
- 23.01.54-08.1959 — начальник ОВ МВС-КДБ Прикарпатський ВО.
- Пенсіонер, Львів 08.1959-07.1960, Калінінград з 08.1960.

## Звання
- лейтенант ДБ (згад. 02.11.41);
- старший лейтенант ДБ;
- капітан ДБ 15.05.42;
- підполковник ДБ 11.02.43;
- генерал-майор 21.02.44 (після Тегеранської конференції).

## Нагороди
- 3 ордени Червоного Прапора 28.10.43, 13.09.45, 23.05.52;
- орден Вітчизняної війни 1 ст. 25.03.45;
- 2 ордени Червоної Зірки 12.06.42, 21.05.47;
- 9 медалей;
- знак «Почесний працівник ВЧК-ГПУ (XV)» 14.08.38.